# Jaakko Hintikka

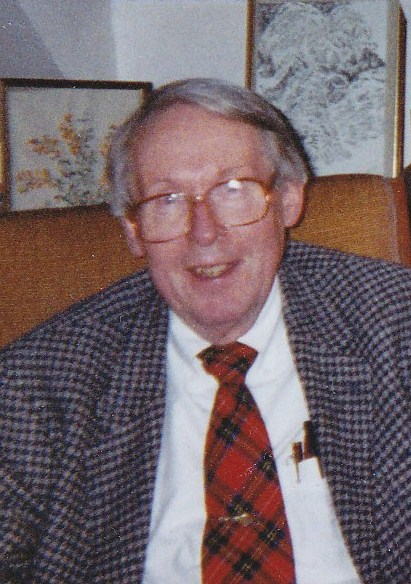
Jaakko Hintikka

Kaarlo Jaakko Juhani Hintikka (12. ledna 1929, Vantaa – 12. srpna 2015) byl finský filozof.
Byl představitelem analytické filozofie, žákem Georga Henrika von Wrighta. Byl emeritním profesorem filozofie na Bostonské univerzitě (předtím též na univerzitě v Helsinkách a na Stanfordu). Zabývá se především matematickou i filozofickou logikou, filozofií matematiky a vědy, epistemologií a filozofií jazyka. Rozvíjel koncept tzv. herní (či dialogické) sémantiky. Jeho práce v této oblasti jsou blízké dílu Saula Kripkeho či Everta Willema Betha. Věnoval se též dějinám filozofie, napsal práce o Aristotelovi, Kantovi, Wittgensteinovi či Charlesi Sandersu Peirceovi. Roku 2005 získal Cenu Rolfa Schocka za logiku a filozofii.

## České překlady
- HINTIKKA, Jaakko. Současná filosofie a problém pravdy. Filosofický časopis 44, 1996, 3, s. 369–387. Přel. Petr Kolář.